# Guided by Voices
Guided by Voices (często skracane do GBV) – amerykańska grupa indierockowa z Dayton w stanie Ohio.
Skład grupy zmieniał się przez lata, lecz zawsze uwzględniał obecność wokalisty i twórcy piosenek, Roberta Pollarda, byłego nauczyciela. Pollard jest wielkim fanem muzyki rockowej. W twórczości Guided by Voices objawia się jego zamiłowanie do The Beatles, The Who, garage rocka, psychodelii czy rocka progresywnego, jak również punk rocka i post punka. Guided by Voices został początkowo rozwiązany w 2004 r, a jego członkowie zajęli się rozwijaniem swoich solowych karier i realizowaniem innych projektów.
Zespół zyskał zainteresowanie także dzięki swojej produktywności – do roku 2020 wydał 32 albumy studyjne. Większość piosenek zamyka się w czasie dwóch minut, wiele z nich trwa jednak krócej; często kończą się one nagle lub są zakłócane efektami dźwiękowymi.
W 2010 roku, „klasyczny skład” z Guided By Voices zjednoczył się, aby wystąpić na imprezie z okazji 21 rocznicy powstania Matador Records, a następnie rozpoczął trasę koncertową. Od powrotu zespół wydał już 3 nowe albumy.

## Początki (1983-1991)
Założony w Dayton w stanie Ohio, w 1980 roku. Guided by Voices rozpoczął swoją karierę jako zespół grający „do kotleta”, w barach, dla lokalnych społeczności, jednak dzięki Pollardowi rozwinął się i w 1987 roku rozpoczął nagrywanie albumów studyjnych. Z tego okresu pochodzą albumy: Devil Between My Toes, Sandbox, Self-Inflicted Aerial Nostalgia czy Same Place the Fly Got Smashed.

## Lo-fi(1992-1996)
Wraz z wydaniem albumu Propeller w 1992 (tylko 500 egzemplarzy weszło do obiegu, każdy z unikalną, ręcznie robioną okładką), Guided By Voices po raz pierwszy zyskał uznanie poza ich rodzinnym miastem. Stało się to po części dzięki aprobacie fanów college rocka i zespołów takich jak Sonic Youth, R.E.M. i The Breeders. Nowy Jork i Filadelfia były gospodarzami powrotu zespołu do wystąpień na żywo (oraz pierwszego występu poza Ohio) w 1993.
W tym czasie zespół tworzyli: Robert Pollard – wokalista, gitarzyści Tobin Sprout i Mitch Mitchell, basista Greg Demos i perkusista Kevin Fennell. Sprout, który był na krótko w zespole we wczesnych latach 80 ponownie dołączył do zespołu w trakcie nagrywania albumu Propeller i szybko stał się podstawowym członkiem zespołu. W 1993 ukazał się album Vampire on Titus. W ciągu następnego roku, zespół zyskał zainteresowanie mediów krajowych takich jak magazyn Spin.
W 1994 roku został wydany album Bee Thousand (w wytwórni Scat Records, ale wraz z umową dystrybucyjną z Matador Records). Wkrótce zespół oficjalnie podpisał kontrakt z Matador, jednocześnie Pollard i jego koledzy z zespołu zrezygnowali z pracy w pełnym wymiarze godzin. Zespół zaskoczył wczesnych odbiorców, przyzwyczajonych do dość wolnych piosenek czy lo-fi, jakością dokumentacji z ich energetycznego koncertu.
Zespół rozpoczął współpracę z wytwórnią Matador wraz z albumem Alien Lanes, który pomimo innych możliwości został nagrany w amatorskim, domowym studiu. Zaplecze zespołu wciąż się rozrastało, a zespół został dostrzeżony min. przez MTV i magazyn Rolling Stone. Zespół zaprzestał prac nad albumem zatytułowanym The Power of Suck i zmontował w 1996 roku Under the Bushes Under the Stars, składający się z 24 piosenek studyjny album, nagrywany min. z Kim Deal i Steve’em Albinim.
Intensywne koncertowanie doprowadziło do zmian w składzie zespołu. Tobin Sprout zdecydował się odejść. Chciał opiekować się swoim dzieckiem, malować i rozwijać swoją solową karierę.
Sprout i Pollard wydali swoje solowe albumy w tym samym dniu, w 1996 roku: Sprout – Carnival Boy, Pollard – Not in My Airforce. Pollard pojawił się gościnnie na albumie Sprouta, a Sprout na Pollarda. Pollard jednocześnie rozwijał solową karierę i grał w Guided by Voices.

## Wytwórnia (1997-2001)
W 1997 roku Pollard stworzył nowe brzmienie Guided By Voices współpracując z zespołem Cobra Verde. Album Mag Earwhig! to nowe hardrockowe brzmienie, z klasycznym lo-fi w „Jane from Waking Universe”, który jest ostatnim utworem ze starym brzmieniem. Po kolejnym roku koncertowania, w 1997 roku Pollard ogłosił, że przy następnym projekcie w zespole pojawią się nowi członkowie. W nowym składzie pojawili się Doug Gillard, basista Greg Demos, perkusista Jim Macpherson, gitarzysta Nate Farley. Zespół odszedł od wytwórni Matador, a skład (bez Farleya) pracował z producentem Ric Ocasek. Album Do Collapse był wielokrotnie opóźniany i wreszcie wydany w połowie 1999 roku przez wytwórnię TVT. Spotkał się on ze średnio dobrymi recenzjami. Dzięki tournée w roku 1999 i 2000, występy na żywo zespołu Guided By Voices stały się wręcz legendarne. W 2000 roku po raz pierwszy i ostatni zespół zawitał do Australii i Japonii.
W 2001 został nagrany Isolation Drills z Robem Schnapfem, który miał na celu uchwycić jeszcze żywszy dźwięk niż zrobił Ocasek. Choć album zadebiutował w Billboard Top 200 i otrzymał lepsze recenzje niż jego poprzednik, nie osiągnął oczekiwanego przełomu radiowego.

## Późniejsze lata (2002-2004)
Po odejściu z TVT w 2002 roku, Guided by Voices powrócił do Matador i wydał album Universal Truths and Cycles, było to odejście od poprzednich dwóch albumów aspirujących o rozgłos radiowy i powrót do brzmień zespołu z połowy lat 90. W roku 2003 wydany został album Earthquake Glue.
W 2004 roku Pollard ogłosił rozpad zespołu. 9 listopada 2004 Guided by Voices zagrał na scenie Austin City Limits, występ został wyświetlony przez PBS w dniu 22 stycznia 2005 roku. Ich ostatni występ telewizyjny odbył się 2 grudnia 2004 roku. Grali singiel „Everybody Thinks I’m a Raincloud (When I’m Not Looking)”. Po zagraniu ostatnich koncertów w USA, Guided By Voices zagrał swój ostatni koncert w The Metro w Chicago, 31 grudnia 2004 roku. Czterogodzinny, 63-piosenkowy maraton został udokumentowany na DVD The Electrifying Conclusion.

## W czasie rozpadu (2005-2009)
W 2006 roku Pollard wydał podwójny album w Merge Records. Zaprzeczał możliwości reaktywacji zespołu argumentując to faktem, że jego solowe kawałki i te z Guided by Voices są praktycznie takie same.
W 2008 roku Pollard przyznał się, że prawie wprowadził GBV do jego albumu Robert Pollard Is Off to Business, ale zrezygnował z tego, w zamian, utworzył wytwórnię Guided By Voices Inc.
Skład z 1998–1999 zjednoczył się w 2007 roku by nagrać kilka piosenek na 50 urodziny Pollarda.
W październiku 2008 roku ogłoszono, że muzyka zespołu Guided By Voices będzie użyta w muzycznym filmie 3-D o życiu Kleopatry, w reżyserii Stevena Soderbergha. Scenariusz napisał były członek GBV, Jim Greer.

## Powrót (od 2010)
W czerwcu 2010 Matador Records ogłosił, że zespół się zjednoczy i wystąpi w październiku w Las Vegas na imprezie z okazji 21 rocznicy założenia wytwórni Matador Records. Zespół udał się w trasę koncertową.
W dniu 21 września 2011 roku ogłoszono, że nowy album GBV, Let’s Go Eat the Factory, zostanie wprowadzony do sprzedaży w styczniu 2012 roku. W dniu 4 stycznia 2012 roku, zespół zagrał swój singiel „The Unsinkable Fats Domino” w Late Show with David Letterman promując płytę Let’s Go Eat the Factory.
Zespół odwołał swój występ na festiwalu „I’ll Be Your Mirror” w Alexandra Palace w Londynie w maju 2012, jak również pojawienie się na festiwalu Primavera Sound w Barcelonie.
Menadżer zespołu zaprzeczył plotkom, że odwołania występów były spowodowane ponownym rozpadem zespołu i potwierdził, że skład nadal pracuje nad nowym materiałem.
Zespół wydał album Class Clown Miejsca UFO w dniu 12 czerwca 2012 roku. A w listopadzie tego samego roku – The Bears for Lunch. Następnie, we wrześniu 2012 roku, GBV ponownie rozpoczął tournée. Zespół wystąpił w Dayton, w stanie Ohio, Cleveland, Pittsburghu, Karolinie Północnej, Florydzie, Georgii, Nowym Orleanie, Teksasie (Houston i Austin), Missouri, Kansas, z końcowym koncertem w dniu 29 września 2012 w Saint Louis. Kolejny album, English Little League, ma się ukazać w 2013 roku.

## Dyskografia (wybrane albumy studyjne)
- Devil Between My Toes (1987)
- Sandbox (1987)
- Self-Inflicted Aerial Nostalgia (1989)
- Same Place the Fly Got Smashed (1990)
- Propeller (1992)
- Vampire on Titus (1993)
- Bee Thousand (1994)
- Alien Lanes (1995)
- Under the Bushes Under the Stars (1996)
- Tonics & Twisted Chasers (1996)
- Mag Earwhig! (1997)
- Do the Collapse (1999)
- Isolation Drills (2001)
- Universal Truths and Cycles (2002)
- Earthquake Glue (2003)
- Half Smiles of the Decomposed (2004)
- Let's Go Eat the Factory (2012)
- Class Clown Spots a UFO (2012)
- The Bears for Lunch (2012)